# Liste des trésors nationaux vivants du Japon (arts du spectacle)
Pour les articles homonymes, voir Liste des trésors nationaux vivants du Japon (artisans).
Cette liste des trésors nationaux vivants du Japon (arts du spectacle) recense tous les individus et les groupes certifiés trésors nationaux vivants par le ministère de l'éducation japonais dans la catégorie des arts du spectacle (芸能, geinō).
Les arts de la scène sont répartis en huit catégories : gagaku, nō, bunraku, kabuki, kumi odori, musique, danse et théâtre. Les catégories sont subdivisées en un certain nombre de sous-catégories, le plus souvent en fonction du rôle ou de l'instrument.
Ceux qui travaillent dans les arts de la scène sont admissibles à la reconnaissance soit individuellement (certification individuelle) ou en tant que partie d'un groupe (certification collective).

## Liste des personnes contemporaines désignées (arts de la scène)

### Nō
| Nom                                                                     | Date de naissance | Catégorie | Sous catégorie | Année de désignation |
| ----------------------------------------------------------------------- | ----------------- | --------- | -------------- | -------------------- |
| Hirotarō Katayama (片山博太郎), alias Yūsetsu Katayama (片山幽雪)       | 1930              | Nō        | Shite          | 2001                 |
| Izumi Mikawa (三川泉)                                                   | 1922              | Nō        | Shite          | 2003                 |
| Akiyo Tomoeda (友枝昭世)                                                | 1940              | Nō        | Shite          | 2008                 |
| Kan Hōshō (寳生閑), alias Kan Hōshō (宝生閑)                            | 1934              | Nō        | Waki           | 1994                 |
| Hiroshi Sowa (曾和博朗)                                                 | 1925              | Nō        | Kotsuzumi      | 1998                 |
| Osamu Kitamura (北村治)                                                 | 1936              | Nō        | Tsuzumi        | 2003                 |
| Tatsuo Yasufuku (安福建雄)                                              | 1938              | Nō        | Tsuzumi        | 1998                 |
| Tadao Kamei (亀井忠雄)                                                  | 1941              | Nō        | Tsuzumi        | 2002                 |
| Soemon Konbaru XXII (二十二世金春惣右衛門)                              | 1924              | Nō        | Taiko          | 1993                 |
| Shime Shigeyama (茂山七五三), alias Sensaku Shigeyama IV (四世茂山千作) | 1919              | Nō        | Kyōgen         | 1989                 |
| Tarō Nomura (野村太良), alias Man Nomura (野村萬)                       | 1930              | Nō        | Kyōgen         | 1997                 |
| Jirō Nomura (野村二朗), alias Mansaku Nomura II (二世野村万作)          | 1931              | Nō        | Kyōgen         | 2007                 |
| Tōjirō Yamamoto (山本東次郎)                                            | 1937              | Nō        | Kyōgen         | 2012                 |
| Hisayuki Issō (一噌仙幸)                                                | 1940              | Nō        | Hayashi        | 2009                 |

### Bunraku
| Nom                                    | Date de naissance | Catégorie | Sous catégorie | Année de désignation |
| -------------------------------------- | ----------------- | --------- | -------------- | -------------------- |
| Sumitayū Takemoto VII (七世竹本住大夫) | 1924              | Bunraku   | Tayū           | 1989                 |
| Tsunatayū Takemoto IX (九世竹本綱大夫) | 1932              | Bunraku   | Tayū           | 2007                 |
| Kanji Tsuruzawa VII (七世鶴沢寛治)     | 1928              | Bunraku   | Shamisen       | 1997                 |
| Seiji Tsuruzawa (鶴沢清治)             | 1945              | Bunraku   | Shamisen       | 2007                 |
| Bunjaku Yoshida (吉田文雀)             | 1928              | Bunraku   | Marionnettiste | 1994                 |
| Minosuke Yoshida III (三世吉田簑助)    | 1933              | Bunraku   | Marionnettiste | 1994                 |

### Kabuki
| Nom                                        | Date de naissance | Catégorie | Sous catégorie | Année de désignation - |
| ------------------------------------------ | ----------------- | --------- | -------------- | ---------------------- |
| Nakamura Kichiemon II (二代目中村吉右衛門) | 1944              | Kabuki    | Tachiyaku      | 2011                   |
| Onoe Kikugorō VII (七代目尾上菊五郎)       | 1942              | Kabuki    | Tachiyaku      | 2003                   |
| Tanosuke Sawamura VI (六代目沢村田之助)    | 1932              | Kabuki    | Wakiyaku       | 2002                   |
| Richō Tobaya (七代目鳥羽屋里長)            | 1936              | Kabuki    | Nagauta        | 2002                   |
| Mitarō Kineya (杵屋巳太郎)                 | 1937              | Kabuki    | Nagauta        | 2007                   |
| Bandō Tamasaburō V (五代目坂東玉三郎)      | 1950              | Kabuki    | Onnagata       | 2012                   |

### Kumi Odori
| Nom                           | Date de naissance | Catégorie  | Sous catégorie | Année de désignation |
| ----------------------------- | ----------------- | ---------- | -------------- | -------------------- |
| Nōhō Miyagi (宮城能鳳)        | 1938              | Kumi odori | Tachikata      | 2006                 |
| Tokutarō Shiroma (城間徳太郎) | 1933              | Kumi odori | Uta Sanshin    | 2005                 |
| Kishun Nishie (西江喜春)      | 1940              | Kumi odori | Uta Sanshin    | 2011                 |

### Musique
| Nom                                      | Date de naissance | Catégorie                        | Sous catégorie              | Année de désignation |
| ---------------------------------------- | ----------------- | -------------------------------- | --------------------------- | -------------------- |
| Reibo Aoki (青木鈴慕)                    | 1935              | Musique japonaise traditionnelle | Shakuhachi                  | 1999                 |
| Hōzan Yamamoto II (二代目山本邦山)       | 1937              | Musique japonaise traditionnelle | Shakuhachi                  | 2002                 |
| Shōin Yamase (山勢松韻)                  | 1932              | Musique japonaise traditionnelle | Koto                        | 2001                 |
| Fumiko Yonekawa II (二代目米川文子)      | 1926              | Musique japonaise traditionnelle | Koto                        | 2008                 |
| Kisaburō Kineya XV (十五代目杵屋喜三郎)  | 1923              | Musique japonaise traditionnelle | Nagauta (Vocals)            | 1997                 |
| Tetsuo Miyada (宮田哲男)                 | 1934              | Musique japonaise traditionnelle | Nagauta (Vocals)            | 1998                 |
| Gozaburō Kineya III (三代目杵屋五三郎)   | 1918              | Musique japonaise traditionnelle | Nagauta (Shamisen)          | 1989                 |
| Kisaku Katada III (三代目堅田喜三久)     | 1935              | Musique japonaise traditionnelle | Nagauta (Narimono)          | 1999                 |
| Komanosuke Takemoto (竹本駒之助)         | 1935              | Musique japonaise traditionnelle | Gidayū-bushi (voix)         | 1989                 |
| Tomoji Tsuruzawa (鶴沢友路)              | 1913              | Musique japonaise traditionnelle | Gidayū-bushi (Shamisen)     | 1998                 |
| Shibun Uji VII (七代目宇治紫文)          | 1933              | Musique japonaise traditionnelle | Icchūbushi (voix)           | 1999                 |
| Bunchō Uji (宇治文蝶)                    | 1935              | Musique japonaise traditionnelle | Icchūbushi (Shamisen)       | 2001                 |
| Setsuko Yamabiko (山彦節子)              | 1920              | Musique japonaise traditionnelle | Katōbushi (voix)            | 1994                 |
| Senko Yamabiko (山彦千子)                | 1946              | Musique japonaise traditionnelle | Katōbushi (Shamisen)        | 2009                 |
| Senroku Miyazono II (二代目宮園千碌)     | 1944              | Musique japonaise traditionnelle | Miyazonobushi (Voix)        | 2007                 |
| Wakasanojō Tsuruga 11 (三代目鶴賀若狭掾) | 1938              | Musique japonaise traditionnelle | Shinnaibushi (Voix)         | 2001                 |
| Nakasaburō Shinnai (新内仲三郎)          | 1940              | Musique japonaise traditionnelle | Shinnaibushi (Shamisen)     | 2001                 |
| Ichihadayū Tokiwazu (常磐津一巴太夫)     | 1930              | Musique japonaise traditionnelle | Tokiwazubushi (voix)        | 1995                 |
| Eiju Tokiwazu (常磐津英寿)               | 1929              | Musique japonaise traditionnelle | Tokiwazubushi (Shamisen)    | 1992                 |
| Eijudayū Kiyomoto (清元清寿太夫)         | 1935              | Musique japonaise traditionnelle | Kiyomotobushi (voix)        | 2003                 |
| Eizō Kiyamoto (清元栄三)                 | 1936              | Musique japonaise traditionnelle | Kiyomotobushi (Shamisen)    | 2003                 |
| Masao Shimabukuro (島袋正雄)             | 1922              | Musique japonaise traditionnelle | Musique classique de Ryūkyū | 2000                 |
| Chōichi Terukina (照喜名朝一)            | 1932              | Musique japonaise traditionnelle | Musique classique de Ryūkyū | 2000                 |
| Seikin Tomiyama II (二代目富山清琴)      | 1950              | Musique japonaise traditionnelle | Jiuta                       | 2009                 |

### Danse
| Nom                                  | Date de naissance | Catégorie                      | Sous catégorie | Année de désignation |
| ------------------------------------ | ----------------- | ------------------------------ | -------------- | -------------------- |
| Senzō Nishikawa X (西川扇藏（10代）) | 1928              | Danse japonaise traditionnelle | Kabuki-mai     | 1999                 |
| Toshinami Hanayagi (花柳寿南海)      | 1924              | Danse japonaise traditionnelle | Kabuki-mai     | 2004                 |

### Théâtre
| Nom                                      | Date de naissance | Catégorie | Sous catégorie   | Année de désignation |
| ---------------------------------------- | ----------------- | --------- | ---------------- | -------------------- |
| Beichō Katsura III (桂米朝（3代）)       | 1925              | Théâtre   | Rakugo Classique | 1996                 |
| Teisui Ichiryūsai VI (一竜斎貞水（6代）) | 1939              | Théâtre   | Kōdan            | 2002                 |

## Liste des personnes anciennement désignées (arts du spectacle)

### Nō
| Nom                                   | Date de naissance | Date de décès | Catégorie | Sous catégorie | Année de désignation |
| ------------------------------------- | ----------------- | ------------- | --------- | -------------- | -------------------- |
| Roppeita Kita XIV (14世喜多六平太)    | 1874              | 1971          | Nō        | Shite          | 1955                 |
| Kenzō Kondo (近藤乾三)                | 1890              | 1988          | Nō        | Shite          | 1966                 |
| Michio Sakurama (桜間道雄)            | 1897              | 1983          | Nō        | Shite          | 1970                 |
| Tokuzō Gotō (後藤得三)                | 1897              | 1991          | Nō        | Shite          | 1970                 |
| Yazaemon Teshima (豊嶋弥平)           | 1899              | 1978          | Nō        | Shite          | 1977                 |
| Susumu Takahashi (高橋進)             | 1902              | 1984          | Nō        | Shite          | 1978                 |
| Shigeo Matsumoto (松本惠雄)           | 1915              | 2003          | Nō        | Shite          | 1990                 |
| Tetsunojō Kanze VIII (八世観世銕之丞) | 1931              | 2000          | Nō        | Shite          | 1995                 |
| Kikuo Awaya (粟谷菊生)                | 1922              | 2006          | Nō        | Shite          | 1996                 |
| Shigeyoshi Mori (森茂好)              | 1916              | 1991          | Nō        | Waki           | 1961                 |
| Kenzō Matsumoto (松本謙三)            | 1899              | 1980          | Nō        | Waki           | 1966                 |
| Yaichi Hōshō (宝生弥一)               | 1908              | 1985          | Nō        | Waki           | 1981                 |
| Daigorō Fujita (藤田大五郎)           | 1915              | 2008          | Nō        | Fue            | 1971                 |
| Yoshimitsu Kō (幸祥光)                | 1892              | 1977          | Nō        | Kotsuzumi      | 1955                 |
| Yoshi Kōnobu (幸宣佳)                 | 1896              | 1977          | Nō        | Kotsuzumi      | 1974                 |
| Hisashi Usawa (鵜沢寿)                | 1908              | 1997          | Nō        | Kotsuzumi      | 1982                 |
| Kyūen Kawasaki (川崎九淵)             | 1874              | 1961          | Nō        | Ōtsuzumi       | 1955                 |
| Toshio Kamei (亀井俊雄)               | 1896              | 1969          | Nō        | Ōtsuzumi       | 1968                 |
| Haruo Yasufuku (安福春雄)             | 1907              | 1983          | Nō        | Ōtsuzumi       | 1970                 |
| Noritake Seo (瀬尾乃武)               | 1899              | 1997          | Nō        | Ōtsuzumi       | 1984                 |
| Toyoji Kakimoto (柿本豊次)            | 1893              | 1989          | Nō        | Taiko          | 1968                 |
| Yagorō Zenchiku (善竹弥五郎)          | 1883              | 1965          | Nō        | Kyōgen         | 1964                 |
| Manzō Nomura VI (六世野村万蔵)        | 1898              | 1978          | Nō        | Kyōgen         | 1968                 |
| Sensaku Shigeyama III (三世茂山千作)  | 1896              | 1986          | Nō        | Kyōgen         | 1976                 |
| Tokurō Miyake IX (九世三宅藤九郎)     | 1901              | 1990          | Nō        | Kyōgen         | 1979                 |

### Bunraku
| Nom                                        | Date de naissance | Date de décès | Catégorie | Sous catégorie | Année de désignation |
| ------------------------------------------ | ----------------- | ------------- | --------- | -------------- | -------------------- |
| Sumitayū Takemoto VI (六世竹本住大夫)      | 1886              | 1959          | Bunraku   | Tayū           | 1955                 |
| Yamashironoshōjō Toyotake (豊竹山城少掾)   | 1878              | 1967          | Bunraku   | Tayū           | 1955                 |
| Tsunatayū Takemoto VIII (八世竹本綱大夫)   | 1904              | 1969          | Bunraku   | Tayū           | 1955                 |
| Wakatayū Toyotake X (十世豊竹若大夫)       | 1888              | 1967          | Bunraku   | Tayū           | 1962                 |
| Koshijidayū Takemoto IV (四世竹本越路大夫) | 1913              | 2002          | Bunraku   | Tayū           | 1971                 |
| Tsudayū Takemoto IV (四世竹本津大夫)       | 1916              | 1987          | Bunraku   | Tayū           | 1973                 |
| Seiroku Tsuruzawa IV (四世鶴沢清六)        | 1889              | 1960          | Bunraku   | Shamisen       | 1955                 |
| Kanji Tsuruzawa VI (六世鶴沢寛治)          | 1887              | 1974          | Bunraku   | Shamisen       | 1962                 |
| Matsunosuke Nozawa (野沢松之輔)            | 1902              | 1975          | Bunraku   | Shamisen       | 1972                 |
| Kizaemon Nozawa (二世野沢喜左衛門)         | 1891              | 1976          | Bunraku   | Shamisen       | 1962                 |
| Yashichi Takezawa X (十世竹沢弥七)         | 1910              | 1976          | Bunraku   | Shamisen       | 1972                 |
| Enza Tsuruzawa V (五世鶴沢燕三)            | 1914              | 2001          | Bunraku   | Shamisen       | 1985                 |
| Kinshi Nozawa (四世野沢錦糸)               | 1917              | 1988          | Bunraku   | Shamisen       | 1988                 |
| Monjūro Kiritake II (二世桐竹紋十郎)       | 1900              | 1970          | Bunraku   | Marionnettiste | 1965                 |
| Tamao Yoshida (吉田玉男)                   | 1919              | 2006          | Bunraku   | Marionnettiste | 1977                 |
| Kanjūro Kiritake II (二世桐竹勘十郎)       | 1920              | 1986          | Bunraku   | Marionnettiste | 1982                 |

### Kabuki
| Nom                                          | Date de naissance | Date de décès | Catégorie | Sous catégorie | Année de désignation |
| -------------------------------------------- | ----------------- | ------------- | --------- | -------------- | -------------------- |
| Sadanji Ichikawa III (三代目市川左団次)      | 1898              | 1969          | Kabuki    | Tachiyaku      | 1964                 |
| Jūkai Ichikawa III (三代目市川寿海)          | 1886              | 1971          | Kabuki    | Tachiyaku      | 1960                 |
| Mitsugorō Bandō VIII (八代目坂東三津五郎)    | 1906              | 1975          | Kabuki    | Tachiyaku      | 1973                 |
| Hakuō Matsumoto (初代松本白鸚)               | 1910              | 1982          | Kabuki    | Tachiyaku      | 1975                 |
| Ganjirō Nakamura II (二代目中村鴈治郎)       | 1902              | 1983          | Kabuki    | Tachiyaku      | 1967                 |
| Kanzaburō Nakamura XVII (十七代目中村勘三郎) | 1909              | 1988          | Kabuki    | Tachiyaku      | 1975                 |
| Shōroku Onoe II (二代目尾上松緑)             | 1913              | 1989          | Kabuki    | Tachiyaku      | 1972                 |
| Nizaemon Kataoka XIII (十三代目片岡仁左衛門) | 1903              | 1994          | Kabuki    | Tachiyaku      | 1972                 |
| Uzaemon Ichimura XVII (十七代目市村羽左衛門) | 1916              | 2001          | Kabuki    | Tachiyaku      | 1990                 |
| Nakamura Tomijūrō V (五代目中村富十郎)       | 1929              | 2011          | Kabuki    | Tachiyaku      | 1994                 |
| Baikō Onoe VII (七代目尾上梅幸)              | 1915              | 1995          | Kabuki    | Onnagata       | 1968                 |
| Utaemon Nakamura VI (六代目中村歌右衛門)     | 1917              | 2001          | Kabuki    | Onnagata       | 1968                 |
| Nakamura Jakuemon IV (四代目中村雀右衛門)    | 1920              | 2012          | Kabuki    | Onnagata       | 1991                 |
| Taganojō Onoe III (三代目尾上多賀之丞)       | 1887              | 1978          | Kabuki    | Fukeonnayaku   | 1968                 |
| Dannosuke Ichikawa VI (六代目市川団之助)     | 1876              | 1963          | Kabuki    | Wakiyaku       | 1960                 |
| Matagorō Nakamura II (二代目中村又五郎)      | 1914              | 2009          | Kabuki    | Wakiyaku       | 1997                 |
| Hinatayū Takemoto V (五代目竹本雛太夫)       | 1898              | 1980          | Kabuki    | Takemoto       | 1978                 |
| Eizaemon Kineya (杵屋栄左衛門)               | 1894              | 1982          | Kabuki    | Nagauta        | 1978                 |
| Gorōji Yoshimura II (二代目芳村五郎治)       | 1901              | 1993          | Kabuki    | Nagauta        | 1981                 |
| Jusaburō Matsushima V (五代目松島寿三郎)     | 1920              | 2007          | Kabuki    | Nagauta        | 1998                 |
| Denzaemon Tanaka XI (十一代目田中伝左衛門)   | 1907              | 1997          | Kabuki    | Hayashi        | 1978                 |
| Bokusei Mochizuki IV (四代目望月朴清)        | 1934              | 2007          | Kabuki    | Hayashi        | 1998                 |
| Shikan Nakamura VII (七代目中村芝翫)         | 1928              | 2011          | Kabuki    | Onnagata       | 1996                 |

### Kumi odori
| Nom                              | Date de naissance | Date de décès | Catégorie  | Sous catégorie | Année de désignation |
| -------------------------------- | ----------------- | ------------- | ---------- | -------------- | -------------------- |
| Mitsufumi Shimabukuro (島袋光史) | 1920              | 2006          | Kumi odori | Taiko          | 2003                 |

### Musique
| Nom                                          | Date de naissance | Date de décès | Catégorie                        | Sous catégorie           | Année de désignation |
| -------------------------------------------- | ----------------- | ------------- | -------------------------------- | ------------------------ | -------------------- |
| Kyokusui Yamazaki (山崎旭萃)                 | 1906              | 2006          | Musique japonaise traditionnelle | Biwa                     | 1995                 |
| Judō Nōtomi (納富寿童)                       | 1895              | 1976          | Musique japonaise traditionnelle | Shakuhachi               | 1967                 |
| Hanzan Shimabara (島原帆山)                  | 1901              | 2001          | Musique japonaise traditionnelle | Shakuhachi               | 1977                 |
| Gorō Yamaguchi (山口五郎)                    | 1933              | 1999          | Musique japonaise traditionnelle | Shakuhachi               | 1992                 |
| Eishō Koshino (越野栄松)                     | 1887              | 1965          | Musique japonaise traditionnelle | Koto                     | 1956                 |
| Kin’ichi Nakanoshima (中能島欣一)            | 1904              | 1984          | Musique japonaise traditionnelle | Koto                     | 1966                 |
| Kiyoko Miyagi (宮城喜代子)                   | 1905              | 1991          | Musique japonaise traditionnelle | Koto                     | 1983                 |
| Fumiko Yonekawa (米川文子)                   | 1894              | 1995          | Musique japonaise traditionnelle | Koto                     | 1966                 |
| Masaki Uehara (上原真佐喜)                   | 1903              | 1996          | Musique japonaise traditionnelle | Koto                     | 1970                 |
| Toshiko Yonekawa (米川敏子)                  | 1913              | 2005          | Musique japonaise traditionnelle | Koto                     | 1996                 |
| Hiroyuki Nakada (中田博之)                   | 1912              | 2000          | Musique japonaise traditionnelle | Koto                     | 1990                 |
| Shūnshō Tomizaki (富崎春昇)                  | 1880              | 1958          | Musique japonaise traditionnelle | Jiuta                    | 1955                 |
| Seikin Tomiyama (富山清翁)                   | 1913              | 2008          | Musique japonaise traditionnelle | Jiuta                    | 1969                 |
| Hatsuko Kikuhara (菊原初子)                  | 1899              | 2001          | Musique japonaise traditionnelle | Jiuta                    | 1979                 |
| Kunie Fujii (藤井久仁江)                     | 1930              | 2006          | Musique japonaise traditionnelle | Jiuta                    | 2002                 |
| Jikyō Yoshizumi (吉住慈恭)                   | 1876              | 1972          | Musique japonaise traditionnelle | Nagauta (Vocals)         | 1956                 |
| Ijyūrō Yoshimura VII (七代目芳村伊十郎)      | 1901              | 1973          | Musique japonaise traditionnelle | Nagauta (Vocals)         | 1956                 |
| Rokuzaemon Kineya XIV (十四代目杵屋六左衛門) | 1900              | 1981          | Musique japonaise traditionnelle | Nagauta (Vocals)         | 1974                 |
| Kosahara Hiyoshi (日吉小三八)                | 1907              | 1995          | Musique japonaise traditionnelle | Nagauta (Vocals)         | 1974                 |
| Satoyo Kineya (杵屋佐登代)                   | 1911              | 1997          | Musique japonaise traditionnelle | Nagauta (Vocals)         | 1987                 |
| Shōtarō Yamada (山田抄太郎)                  | 1899              | 1970          | Musique japonaise traditionnelle | Nagauta (Shamisen)       | 1955                 |
| Eiji Kineya (杵屋栄二)                       | 1894              | 1979          | Musique japonaise traditionnelle | Nagauta (Shamisen)       | 1964                 |
| ChōJūrō Imabushi III (三代目今藤長十郎)      | 1915              | 1984          | Musique japonaise traditionnelle | Nagauta (Shamisen)       | 1984                 |
| Ayako Imabushi (今藤綾子)                    | 1906              | 2003          | Musique japonaise traditionnelle | Nagauta (Shamisen)       | 1987                 |
| Sanzaemon Takara IV (四代目宝山左衛門)       | 1922              | 2010          | Musique japonaise traditionnelle | Nagauta (Narimono)       | 1993                 |
| Tosahiro Takemoto (竹本土佐広)               | 1897              | 1992          | Musique japonaise traditionnelle | Gidayū-bushi (voix)      | 1982                 |
| Ichihiro Miyako (二代目都一広)               | 1879              | 1970          | Musique japonaise traditionnelle | Icchūbushi (voix)        | 1956                 |
| Iki Miyako (都一いき)                        | 1926              | 1997          | Musique japonaise traditionnelle | Icchūbushi (voix)        | 1996                 |
| Icchū Miyakodayū XI (十一代目都太夫一中)     | 1906              | 1991          | Musique japonaise traditionnelle | Icchūbushi (Shamisen)    | 1984                 |
| Senshi Miyazono IV (四代目宮薗千之)          | 1891              | 1977          | Musique japonaise traditionnelle | Miyazonobushi (voix)     | 1960                 |
| Senju Miyazono IV (四代目宮薗千寿)           | 1899              | 1985          | Musique japonaise traditionnelle | Miyazonobushi (Shamisen) | 1972                 |
| Sennami Miyazono (宮薗千波)                  | 1919              | 2002          | Musique japonaise traditionnelle | Miyazonobushi (Shamisen) | 1998                 |
| Mojiō Tokiwazu (常磐津文字翁)                | 1888              | 1960          | Musique japonaise traditionnelle | Tokiwazubushi (Shamisen) | 1955                 |
| Kikusaburō Tokiwazu (常磐津菊三郎)           | 1897              | 1976          | Musique japonaise traditionnelle | Tokiwazubushi (Shamisen) | 1966                 |
| Shizutayū Kiyomoto (清元志寿太夫)            | 1898              | 1999          | Musique japonaise traditionnelle | Kiyomotobushi (Vocals)   | 1956                 |
| Eijurō Kiyomoto (清元栄寿郎)                 | 1904              | 1963          | Musique japonaise traditionnelle | Kiyomotobushi (Shamisen) | 1955                 |
| Juhee Kiyomoto II (二代目清元寿兵衛)         | 1889              | 1966          | Musique japonaise traditionnelle | Kiyomotobushi (Shamisen) | 1956                 |
| Eisaburō Kiyomoto (清元栄三郎)               | 1927              | 2002          | Musique japonaise traditionnelle | Kiyomotobushi (Shamisen) | 1996                 |

### Danse
| Nom                                       | Date de naissance | Date de décès | Catégorie                      | Sous catégorie | Année de désignation |
| ----------------------------------------- | ----------------- | ------------- | ------------------------------ | -------------- | -------------------- |
| Mitsugorō Bandō VII (坂東三津五郎（7代）) | 1882              | 1961          | Danse japonaise traditionnelle | Kabuki-mai     | 1955                 |
| Shusuke Hanayagi II (花柳寿輔（2代）)     | 1893              | 1970          | Danse japonaise traditionnelle | Kabuki-mai     | 1960                 |
| Kanso Fujima II (藤間勘祖(2代))           | 1900              | 1990          | Danse japonaise traditionnelle | Kabuki-mai     | 1960                 |
| Fujiko Fujima (藤間藤子)                  | 1907              | 1998          | Danse japonaise traditionnelle | Kabuki-mai     | 1985                 |
| Juraku Hanayagi II (花柳壽楽（2代）)      | 1918              | 2007          | Danse japonaise traditionnelle | Kabuki-mai     | 2002                 |
| Taka Yamamura (山村たか)                  | 1896              | 1981          | Danse japonaise traditionnelle | Kamigata-mai   | 1978                 |
| Yūki Yoshimura (吉村雄輝)                 | 1923              | 1998          | Danse japonaise traditionnelle | Kamigata-mai   | 1986                 |
| Yachiyo Inoue (井上八千代（4代）)         | 1905              | 2004          | Danse japonaise traditionnelle | Kyo-mai        | 1955                 |

### Théâtre
| Nom                                  | Date de naissance | Date de décès | Catégorie | Sous catégorie   | Année de désignation |
| ------------------------------------ | ----------------- | ------------- | --------- | ---------------- | -------------------- |
| Kosan Yanagiya V (柳家小さん（5代）) | 1915              | 2002          | Théâtre   | Rakugo classique | 1995                 |
| Rokurō Kitamura (喜多村緑郎)         | 1871              | 1961          | Théâtre   | Shinpa Onnagata  | 1955                 |
| Shōtarō Hanayagi (花柳章太郎)        | 1894              | 1965          | Théâtre   | Shinpa Onnagata  | 1960                 |

## Liste de groupes désignés (arts de la scène)
| Nom du groupe                                                                            | Catégorie                        | Sous catégorie | Année de désignation |
| ---------------------------------------------------------------------------------------- | -------------------------------- | -------------- | -------------------- |
| Musiciens de cour de l'Agence impériale (宮内庁式部職楽部, Kunaichō Shikibushoku Gakubu) | Gagaku                           |                | 1955                 |
| Japan Noh Association (日本能楽会, Nihon Nōgaku-kai)                                     | Nō                               |                | 1957                 |
| Bunrakuza (人形浄瑠璃文楽座, Ningyō Jōruri Bunrakuza)                                    | Bunraku                          |                | 1955                 |
| Traditional Kabuki Preservation Society (伝統歌舞伎保存会, Dentō Kabuki Hozonkai)        | Kabuki                           |                | 1965                 |
| Traditional Kumi odori Preservation Society (伝統組踊保存会, Dentō Kumi Odori Hozonkai)  | Danse japonaise traditionnelle   | Kumi odori     | 1972                 |
| Ryūkyū-buyō Preservation Society (琉球舞踊保存会, Ryūkyūbuyō Hozonkai)                   | Danse japonaise traditionnelle   | Ryūkyū-buyō    | 2009                 |
| Gidayū-bushi Preservation Society (義太夫節保存会, Gidayū-bushi Hozonkai)                | Musique japonaise traditionnelle | Gidayū-bushi   | 1980                 |
| Tokiwazubushi Preservation Society (常磐津節保存会, Tokiwazubushi Hozonkai)              | Musique japonaise traditionnelle | Tokiwazubushi  | 1981                 |
| Icchūbushi Preservation Society (一中節保存会, Icchūbushi Hozonkai)                      | Musique japonaise traditionnelle | Icchūbushi     | 1993                 |
| Katōbushi Preservation Society (河東節保存会, Katōbushi Hozonkai)                        | Musique japonaise traditionnelle | Katōbushi      | 1993                 |
| Miyazonobushi Preservation Society (宮薗節保存会, Miyazonobushi Hozonkai)                | Musique japonaise traditionnelle | Miyazonobushi  | 1993                 |
| Ogiebushi Preservation Society (荻江節保存会, Ogiebushi Hozonkai)                        | Musique japonaise traditionnelle | Ogiebushi      | 1993                 |